# Wells, Texas
Wells är en ort i Cherokee County i delstaten Texas, USA.